# جایزه امی هنرهای خلاق
جایزه امی هنرهای خلاق (انگلیسی: Creative Arts Emmy Award) دسته‌ای از جایزه امی هستند که به‌رسمیت شناختن دستاوردهای فنی و سایر دستاوردهای مشابه در برنامه‌های تلویزیونی آمریکا ارائه می‌شوند. این جایزه معمولاً به پرسنل پشت‌صحنه مانند طراحان تولید، دکوراتورهای صحنه، تدوینگران فیلم، طراحان لباس، فیلمبرداران، انتخاب‌کننده بازیگران و ویرایشگران صدا اعطا می‌شوند.
هردو جایزه ساعات پربیننده و نوبت‌روز مراسم هنرهای خلاق خود را دارد، که در آخر هفته پیش از مراسم اصلی خود در مراسم هنرهای خلاق به‌طور جداگانه ارائه می‌دهد.